# Gears of War 2
Gears of War 2 ist ein Third-Person-Shooter, der von Epic Games entwickelt und von den Microsoft Game Studios herausgegeben wurde. Er wurde am 7. November 2008 veröffentlicht und ist direkter Nachfolger von Gears of War und Vorgänger von Gears of War 3.
Am Erscheinungswochenende wurde Gears of War 2 über zwei Millionen Mal verkauft, zwei Monate nach dem Erscheinungsdatum wurde es vier Millionen Mal verkauft. Es war auf dem siebten Platz der am meisten verkauften Spiele 2009 und erhielt dafür mehrere Auszeichnungen.

## Handlung
Nachdem die Leichtmassenbombe aus Gears of War die Locust nicht vollständig ausgerottet hatte, sammeln sich die letzten Menschen auf dem Planeten Sera und starten einen Frontalangriff. Sergeant Marcus Fenix als Kommandant des Delta-Trupps und sein bester Freund und Kamerad Dominic Santiago bekommen zu Beginn den Neuling Benjamin Carmine zugeteilt. Dieser stellt sich als echtes Greenhorn heraus, das nicht einmal seine Waffe richtig nachladen kann.
Nachdem der Trupp mithilfe von Tai Kaliso das Krankenhaus in Jacinto säubern konnte, startet der Großangriff der Menschen auf die Locust. Der Delta-Trupp begleitet den Sturmbohrer Betsy nach Landown, wo sie per Grindlift in die Welt der Locust gelangen. Im unterirdischen Höhlensystem der Locust angekommen, werden sie von Carmine getrennt und machen sich auf die Suche. Überall von der Decke stoßen weitere Grindlifts mit KOR-Soldaten in die Höhlen vor. Nachdem sie Carmine gefunden haben, kämpfen sie sich weiter durch die Höhlen, bis sie in einen Hinterhalt geraten. In letzter Sekunde kommt Augustus Cole zu Hilfe, der von seinem Trupp getrennt wurde, und rettet die Umzingelten.
Zu viert stoßen sie weiter in die Höhlen vor, wo sie mit Entsetzen feststellen, dass die Locust mittlerweile auch Gefangene nehmen und diese foltern. Durch Zufall entdecken sie Damon Baird in einem Käfig und befreien ihn. Nachdem sie einen unterirdischen Transporter der Locust geentert haben, finden sie in einer Zelle des Transporters den völlig verstörten Tai Kaliso wieder. Marcus ist froh, seinen Freund wiederzusehen und er drückt Tai eine Gnasher-Schrotflinte in die Hand, doch mit dieser schießt sich Tai selbst in den Kopf, anstatt den Kampf gegen die Locust aufzunehmen. Als er zu Boden fällt, sieht man durch eine andere Kamera-Einstellung auf seinem Rücken, dass er massiv gefoltert wurde und deswegen den Verstand verloren hat.
Nach weiteren Kämpfen in den Tunneln entdeckt der Trupp einen riesigen Wurm, der sich durch den Boden unter menschlichen Städten durchfrisst und sie somit versinken lässt. Sie kommen zu einer vom Wurm versenkten Stadt und empfangen einen Notruf eines abgestürzten King-Raven-Hubschraubers, finden jedoch an der Absturzstelle keine Überlebenden. Nachdem sie wieder umzingelt wurden, können sie sich solange verteidigen, bis sie von einem anderen Hubschrauber ausgeflogen werden. Plötzlich erscheint der Riesenwurm, der Hubschrauber muss ausweichen und Carmine fällt aus dem Helikopter direkt in das Maul des Wurms. Der Hubschrauber selbst schafft es ebenfalls nicht mehr, dem Wurm auszuweichen und wird verschlungen.
Dominic träumt kurz von einem schönen Moment mit seiner Frau Maria, als er von Marcus geweckt wird und er wieder erkennt, dass sie sich im Inneren des Wurms befinden. Carmine wird schwer verwundet aufgefunden und erliegt kurz darauf seinen Verletzungen. Marcus fasst den Plan, den Wurm von innen heraus zu zerstören und der Trupp macht sich auf die Suche nach dem Herz des Wurmes. Durch den Verdauungstrakt erreichen sie schließlich an Mahlzähnen und Giftdrüsen vorbei das Herz des Wurmes, und Marcus durchtrennt die Hauptschlagader. Entsetzt stellen die vier fest, dass sie trotzdem noch den Herzschlag des Wurmes hören. Sie marschieren weiter durch den Wurm, bis sie das zweite Herz erreichen und ebenfalls alle Arterien durchtrennen. Immer noch einen Herzschlag hörend, schlägt sich der Delta-Trupp zum dritten Herzen durch, und nachdem sie dort ebenfalls sämtliche Arterien durchtrennt haben, stirbt der Wurm und sie können sich den Weg ins Freie freischneiden.
Fenix' Trupp erhält von Colonel Hoffman den Auftrag, einen COG-Außenposten zu erkunden, in dem sie eine Mutation aus Mensch und Locust sowie Informationen über einen bisher unbekannten Weg in die Locust-Festung entdecken. Nachdem sie sich freigekämpft haben, machen sie sich mit einem Centaur auf den Weg, den Berg Kadar zu besteigen. Wieder in den Höhlen entdecken sie Gestrandete, die sich dort verstecken. Cole und Baird evakuieren die Gestrandeten, während Marcus und Dom weiter in die Höhlen vordringen.
Dom hat die Befürchtung, seine Frau Maria sei von den Locust gefangen genommen worden, und so möchte er sich auf die Suche nach ihr machen. Marcus folgt ihm nur widerwillig. Schließlich finden sie in einem Käfig Maria Santiago völlig ausgehungert und gefoltert. Sie erkennt Dom nicht wieder, kann nicht reden und sieht abgemagert aus. Dom erlöst sie mit einem Kopfschuss.
Wutentbrannt machen sich die zwei auf den Weg, die Königin der Locust zu finden und zu eliminieren. In der Nähe des Palastes beobachten sie einen Kampf zwischen den Locust und durch Emulsion mutierte leuchtende Locust. Im Palast angekommen, entdecken sie Nachrichten von Adam Fenix, Marcus’ Vater, über ein alternatives Ende des Krieges. Jacinto muss versenkt werden, um die Höhlen mit Wasser zu fluten und die Locust zu ertränken. Bei der Königin angekommen, offenbart sie, dass sie den gleichen Plan verfolgt, um die Menschen und die leuchtenden Locust loszuwerden. Nach dem Gespräch mit der Königin flieht diese auf einem Reaver. Marcus erkennt, dass die Menschen Jacinto versenken müssen, bevor die Locust fliehen können. Auf einem Reaver entkommen sie aus den Höhlen und töten dabei Skorge und seine Hydra.
In Jacinto findet eine Massenevakuierung statt, um die Stadt zu versenken. Die Menschen wollen Jacinto mit einer Leichtmassenbombe versenken und der Delta-Trupp wird beauftragt, noch einmal in die Höhlen vorzudringen und den Weg für den Helikopter frei zu machen. Dazu kapern Marcus und Dom einen Brumak und säubern den Weg unter die Erde. Als der Helikopter ankommt, mutiert der Brumak, da er in Emulsion steht und wird gigantisch groß und beginnt zu leuchten. Der mutierte Brumak greift den Helikopter an, welcher darauf die Leichtmassenbombe verliert. Marcus erinnert sich, dass mutierte Locust explodieren, wenn sie getötet werden. So benutzt er den Hammer der Morgenröte und bringt den riesigen Brumak zum Explodieren. Jacinto geht unter und die Höhlen werden überflutet.

## Spielprinzip
Der Einzelspieler-Modus ist ebenfalls wieder zu zweit kooperativ spielbar und ist durch zahlreiche Neuerungen wie neuen Waffen und Gegnerarten sowie variationsreichere Spielabschnitte wesentlich abwechslungsreicher als Teil 1. Da die Kernspielelemente beibehalten wurden, werden Kenner des ersten Teils sofort ins Spiel finden.
Eine der spürbarsten Überarbeitungen erfuhr das Spiel in Bezug auf das Zu-Boden-Gehen des Spielers beziehungsweise der Mitspieler. Im Gegensatz zum ersten Teil ist der Spieler nicht mehr dazu verdammt, am Boden liegend abzuwarten und auf Rettung durch einen menschlichen Mitspieler zu hoffen. Er kann nun davonkriechen, um sich so zum Beispiel in Deckung zu begeben und auch von NPCs gerettet werden. Ebenfalls ist es nun den Gegnern möglich, sich gegenseitig zu retten. Zudem wurde eine Vielzahl an Aktionen eingebaut, um kriechende Gegner, abhängig von der getragenen Waffe und der benutzten Aktionstaste, zu töten. Außerdem wurde die Möglichkeit geschaffen, Gegner in dieser Situation aufzuheben und als lebenden Schutzschild zu verwenden.
Granaten können bei GoW 2 sowohl an Gegnern als auch an Wänden oder Böden befestigt werden. Dies wird „Taggen“ genannt. Zudem wurde neben den aus Teil 1 bekannten Splitter- und Rauchgranaten noch ein weiterer Granatentyp in das Spiel eingebaut: die Nebelgranate, welche einen giftigen Nebel verströmt, der nach längerer Wirkzeit tödlich sein kann. Die neue Taktik des Taggens sowie die neue Granatenart sind im Mehrspieler-Modus wesentlich effektiver als im Einzelspieler-Modus.
Das Benutzen des Kettensägenbajonetts der Lancer kann in diesem Teil zu Kettensägen-Duellen führen, wenn Gegner frontal aufeinandertreffen und die Kettensäge dabei aktiviert ist. Hierbei wird per schnellem, wiederholten Drücken der Nahkampftaste der Gewinner des Duells bestimmt.
Neben der Überarbeitung bereits vorhandener Funktionen wurde auch eine Vielzahl neuer Waffen im Spiel implementiert. So wurde das Repertoire durch die halbautomatische Gorgon-Pistole, den Scorcher-Flammenwerfer, den Mulcher (eine tragbare Gatling-Kanone) und einen tragbaren Mörser erweitert. Das bereits in Teil 1 verfügbare Hammerburst-Gewehr kann nun, wie die Boltokpistole, auf Knopfdruck zoomen. Die Troika genannten, stationären Gatling-Kanonen überhitzen nun nach gewisser Zeit. So ist ein anhaltendes Dauerfeuer wie bei GoW nicht mehr möglich; das Abkühlen kann aber, ähnlich dem aktiven Nachladen, per Knopfdruck forciert werden.

## Mehrspieler
Ein Mehrspieler-Spiel kann bis zu zehn Mitspieler umfassen. Diesen wird eine Fülle von Variationen bekannter Modi wie Kriegsgebiet (entspricht Team-Deathmatch), Hinrichtung (Team-Deathmatch, bei dem der Gegner nur durch Hinrichtungsaktion oder Explosion besiegt wird), Unterdrückung (entspricht Capture The Flag mit bewaffnetem Zivilisten als Flagge, der erst zu Boden gebracht werden und als Schutzschild ins Ziel gebracht werden muss) und Annex beziehungsweise König des Hügels (King of the Hill, wobei der zu haltende Punkt bei Annex nach vorgegebener Zeit wechselt).
Zu den wichtigsten Neuerungen beim Mehrspieler-Modus gehört zudem der sogenannte Horde-Modus, in dem sich bis zu fünf menschliche Spieler auf einer der Mehrspieler-Karten gegen stärker werdende Gegnerwellen zur Wehr setzen müssen. Menschliche Gegenspieler gibt es bei diesem Modus nicht.
Ebenfalls neu ist der Wingman-Modus, in dessen Rahmen fünf Teams à zwei Mitglieder einander bekämpfen.
Zu guter Letzt gibt es noch den Spielmodus Beschützer, bei dem jeweils ein Spieler der beiden Teams zum Anführer erklärt wird. Auf Seite der Menschen muss der Spieler als Col. Hoffman antreten, als Locust wird er zu Skorge. Ziel dieses Modus ist es, das gegnerische Team auszulöschen. Solange der Anführer lebt, werden alle Teammitglieder re-spawnt. Nach jeweils einer Runde wechselt der Anführer, bei den Gewinnern auf den Spieler, der den gegnerischen Anführer ausschaltete, beim Verliererteam auf den Spieler mit den meisten Punkten.
Derzeit gibt es vier DLC-Kartenpakete mit insgesamt 19 neuen Karten (darunter auch Überarbeitungen aus Teil 1) die jedoch durch die Indizierung des Titels viele Jahre lang nicht auf dem deutschen Xbox-Live-Marktplatz vorhanden waren, ebenso wie ein im Hauptspiel fehlendes Kapitel. Mittlerweile sind jedoch alle Zusatzinhalte auch auf dem deutschen Marktplatz frei erhältlich.

## Sonstiges
Da der erste Teil von der USK keine Altersfreigabe erhalten hatte, verzichtete Microsoft auf eine Prüfung des zweiten Teils, weil die Chancen auf eine Freigabe als sehr gering eingeschätzt wurden. Daher erschien das Spiel nicht in Deutschland, denn Microsofts Firmenpolitik ist es, nur Spiele mit USK-Freigabe in Deutschland zu veröffentlichen; eine deutschsprachige Version wurde allerdings in Österreich und der Schweiz veröffentlicht. Das Spiel wurde noch im Erscheinungsjahr von der BPjM in Deutschland indiziert.
Am 9. Dezember 2016 erschien der Titel in der Liste der von der USK geprüften Titel und erhielt nachträglich eine Altersfreigabe ab 18 Jahren. Damit ist ein offizieller Release nun auch in Deutschland möglich.
Trotz immer wieder aufkommender Gerüchte bezüglich einer PC-Umsetzung wurde diese jüngst ausgeschlossen, da laut Epic Games beim ersten Teil die Zahl der Schwarzkopien von der PC-Version immens höher war als die von der Xbox-360-Version.

## Wertungen
Das Spiel erhielt eine internationale Durchschnittswertung von 93 %.

## Buch zum Spiel
- Gears of War: Jacintos Erben, von Karen Traviss, 2011, Panini Verlag, ISBN 978-3-8332-2243-6
- Gears of War: Anvil Gate, von Karen Traviss, 2011, Panini Verlag, ISBN 978-3-8332-2244-3